# Moïse Adiléhou
Moïse Wilfrid Maoussé Adiléhou (Colombes, 1 november 1995) is een Benins-Frans voetballer die als verdediger voor Zirə FK speelt.

## Carrière
Moïse Adiléhou speelde in de jeugd van ES Nanterre, Valenciennes FC en FC Porto. Van 2013 tot 2015 was hij in het Franse amateurvoetbal actief voor achtereenvolgens Valenciennes FC II, Pau FC en AS Vitré. In de winterstop van het seizoen 2015/16 vertrok hij naar het Slowaakse Slovan Bratislava, waar hij vooral in het tweede elftal speelde. Hij debuteerde in het betaald voetbal voor Slovan Bratislava op 20 maart 2016, in de met 0-1 verloren thuiswedstrijd tegen Spartak Myjava. Hierna vertrok hij naar het Griekse PAE Kerkyra, waar hij geen vaste waarde werd. Bij competitiegenoot Levadiakos werd hij dat een seizoen later wel, en zodoende bleef hij hier twee seizoenen spelen. In 2019 liep zijn contract echter af, en bleef hij een half jaar clubloos. Hij sloot begin 2020 aan bij Boluspor, waar hij vijf wedstrijden speelde. Sinds de zomer van 2020 speelt Adiléhou voor NAC Breda, waar hij een contract tekende tot medio 2022. Na twee seizoenen bij NAC vertrok hij transfervrij naar het Azerbeidzjaanse Zirə FK.

### Statistieken
| Seizoen                       | Club                 | Land           | Competitie                    | Competitie | Competitie | Beker | Beker | Overig | Overig | Totaal | Totaal |
| Seizoen                       | Club                 | Land           | Competitie                    | Wed.       | Dlp.       | Wed.  | Dlp.  | Wed.   | Dlp.   | Wed.   | Dlp.   |
| ----------------------------- | -------------------- | -------------- | ----------------------------- | ---------- | ---------- | ----- | ----- | ------ | ------ | ------ | ------ |
| 2012/13                       | Valenciennes FC II   | Frankrijk      | Championnat de France Amateur | 4          | 0          | –     | –     | –      | –      | 4      | 0      |
| 2014/15                       | Pau FC               | Frankrijk      | Championnat de France Amateur | 14         | 1          | ?     | ?     | –      | –      | 14     | 1      |
| 2015/16                       | AS Vitré             | Frankrijk      | Championnat de France Amateur | 9          | 0          | ?     | ?     | –      | –      | 9      | 0      |
| 2015/16                       | Slovan Bratislava II | Slowakije      | 2. Liga                       | 8          | 1          | –     | –     | –      | –      | 8      | 1      |
| 2015/16                       | Slovan Bratislava    | Slowakije      | Fortuna Liga                  | 1          | 0          | 0     | 0     | –      | –      | 1      | 0      |
| 2016/17                       | PAE Kerkyra          | Griekenland    | Super League                  | 4          | 0          | 3     | 0     | –      | –      | 7      | 0      |
| 2017/18                       | Levadiakos           | Griekenland    | Super League                  | 17         | 0          | 5     | 0     | –      | –      | 22     | 0      |
| 2018/19                       | Levadiakos           | Griekenland    | Super League                  | 22         | 1          | 1     | 0     | –      | –      | 23     | 1      |
| 2019/20                       | Boluspor             | Turkije        | 1. Lig                        | 5          | 0          | 0     | 0     | –      | –      | 5      | 0      |
| 2020/21                       | NAC Breda            | Nederland      | Eerste divisie                | 16         | 1          | 1     | 0     | 3      | 1      | 20     | 2      |
| 2021/22                       | NAC Breda            | Nederland      | Eerste divisie                | 27         | 1          | 3     | 0     | 2      | 0      | 32     | 1      |
| 2022/23                       | Zirə FK              | Azerbeidzjan   | Premyer Liqası                | 13         | 0          | 3     | 0     | –      | –      | 16     | 0      |
| Carrièretotaal                | Carrièretotaal       | Carrièretotaal | Carrièretotaal                | 140        | 5          | 16    | 0     | 5      | 1      | 161    | 6      |
| Bijgewerkt op 18 januari 2023 |                      |                |                               |            |            |       |       |        |        |        |        |

### Interlandcarrière
In 2017 werd Adiléhou door bondscoach Oumar Tchomogo geselecteerd voor het Benins voetbalelftal voor een vriendschappelijke wedstrijd tegen Mauritanië, waarin hij zijn debuut maakte. In 2019 kwalificeerde hij zich met Benin voor het Afrikaans kampioenschap voetbal 2019. In de eerste wedstrijd van het eindtoernooi was hij tegen Ghana een basisspeler, maar in de andere groepswedstrijden werd hij gepasseerd. In de achtste finale tegen Marokko stond hij weer in de basis, en scoorde hij de 0-1. Uiteindelijk werd het 1-1 en won Benin de wedstrijd na penalty's. In de kwartfinale werd met 1-0 van Senegal verloren.
| Interlands van Moïse Adiléhou voor Benin | Interlands van Moïse Adiléhou voor Benin | Interlands van Moïse Adiléhou voor Benin | Interlands van Moïse Adiléhou voor Benin | Interlands van Moïse Adiléhou voor Benin | Interlands van Moïse Adiléhou voor Benin |
| №                                        | Datum                                    | Wedstrijd                                | Uitslag                                  | Soort wedstrijd                          | Doelpunten                               |
| Als speler bij PAE Kerkyra               | Als speler bij PAE Kerkyra               | Als speler bij PAE Kerkyra               | Als speler bij PAE Kerkyra               | Als speler bij PAE Kerkyra               | Als speler bij PAE Kerkyra               |
| ---------------------------------------- | ---------------------------------------- | ---------------------------------------- | ---------------------------------------- | ---------------------------------------- | ---------------------------------------- |
| 1.                                       | 24 maart 2017                            | Mauritanië − Benin                       | 1 – 0                                    | Vriendschappelijk                        | 0                                        |
| Als speler bij Levadiakos                |                                          |                                          |                                          |                                          |                                          |
| 2.                                       | 17 november 2018                         | Gambia − Benin                           | 3 – 1                                    | AFCON 2019 kwalificatie                  | 0                                        |
| 3.                                       | 24 maart 2019                            | Benin − Togo                             | 2 – 1                                    | AFCON 2019 kwalificatie                  | 0                                        |
| 4.                                       | 11 juni 2019                             | Guinea − Benin                           | 0 – 1                                    | Vriendschappelijk                        | 0                                        |
| 5.                                       | 18 juni 2019                             | Benin − Mauritanië                       | 3 – 1                                    | Vriendschappelijk                        | 0                                        |
| 6.                                       | 25 juni 2019                             | Ghana − Benin                            | 2 – 2                                    | AFCON 2019                               | 0                                        |
| 7.                                       | 5 juli 2019                              | Marokko − Benin                          | 1 – 1                                    | AFCON 2019                               | 1                                        |
| 8.                                       | 10 juli 2019                             | Senegal − Benin                          | 1 – 0                                    | AFCON 2019                               | 0                                        |
| Als speler bij NAC Breda                 |                                          |                                          |                                          |                                          |                                          |
| 9.                                       | 27 maart 2021                            | Benin − Nigeria                          | 0 – 1                                    | AFCON 2021 kwalificatie                  | 0                                        |
| 10.                                      | 8 juni 2021                              | Benin − Zambia                           | 2 – 2                                    | Vriendschappelijk                        | 0                                        |
| 11.                                      | 2 september 2021                         | Madagaskar − Benin                       | 0 – 1                                    | WK 2022 kwalificatie                     | 0                                        |
| 12.                                      | 6 september 2021                         | Benin − Congo-Kinshasa                   | 1 – 1                                    | WK 2022 kwalificatie                     | 0                                        |
| 13.                                      | 14 november 2021                         | Congo-Kinshasa − Benin                   | 2 – 0                                    | WK 2022 kwalificatie                     | 0                                        |
| 14.                                      | 27 maart 2022                            | Zambia − Benin                           | 1 – 2                                    | Vriendschappelijk                        | 0                                        |